# Крейтър
 Тази статия е за езерото в САЩ.  За националния парк вижте Езеро Крейтър (национален парк).  
Крейтър (на английски: Crater) е кратерно езеро в централната част на Орегон, Съединените щати.
Разположено е на 1883 m надморска височина във вулканична калдера, образувана преди около 7700 години при изригване на вулкана Мазама. На мястото е имало вулкан, по чиито склонове са се спускали глетчери, дълги до 19 km, с дебелина на леда 300 m. При едно от големите изригвания около 1000 метровата част от върха на вулкана полита във въздуха, а зейналият кратер бълва огромно количество лава и вулканична пепел. След време кратерът е запълнен с вода и се образува т. нар. калдера, или кратерно езеро.
Езерото е безотточно и има площ около 53 km², а с дълбочината си от 594 m е най-дълбокото езеро в САЩ, второто по дълбочина на американския континент след езерото Грейт Слейв Лейк (Голямото робско езеро) в Канада, и седмото по дълбочина в света.
Езерото Крейтър е основната забележителност на едноименния национален парк. Тъй като водата му е много чиста, езерото има невероятно красив тъмносин цвят. То е замръзвало един-единствен път, а температурата на водата никога не е надвишавала 130С. Днес в езерото се вижда новообразуващ се вулканичен връх, известен като „Островът на магьосника“ (Уизард Айланд).